# Hrabstwo Otero (Nowy Meksyk)
Hrabstwo Otero (ang. Otero County) – hrabstwo w stanie Nowy Meksyk w Stanach Zjednoczonych.

## Miasta
- Alamogordo

## Wioski
- Cloudcroft
- Tularosa

## CDP
- Bent
- Boles Acres
- Chaparral
- High Rolls
- La Luz
- Mayhill
- Mescalero
- Orogrande
- Piñon
- Sacramento
- Timberon
- Twin Forks
- Weed